# 重庆游乐园
重庆游乐园是一座位于重庆南岸区的游乐园。

## 历史
创建于1991年，最初被称为青少年科普文化中心，游乐园位于重庆石板坡长江大桥南桥头。当时重庆市政府投资一亿人民币从俄罗斯和日本购买游乐设施，其中摩天轮高50米，可将长江和嘉陵江尽收眼底。

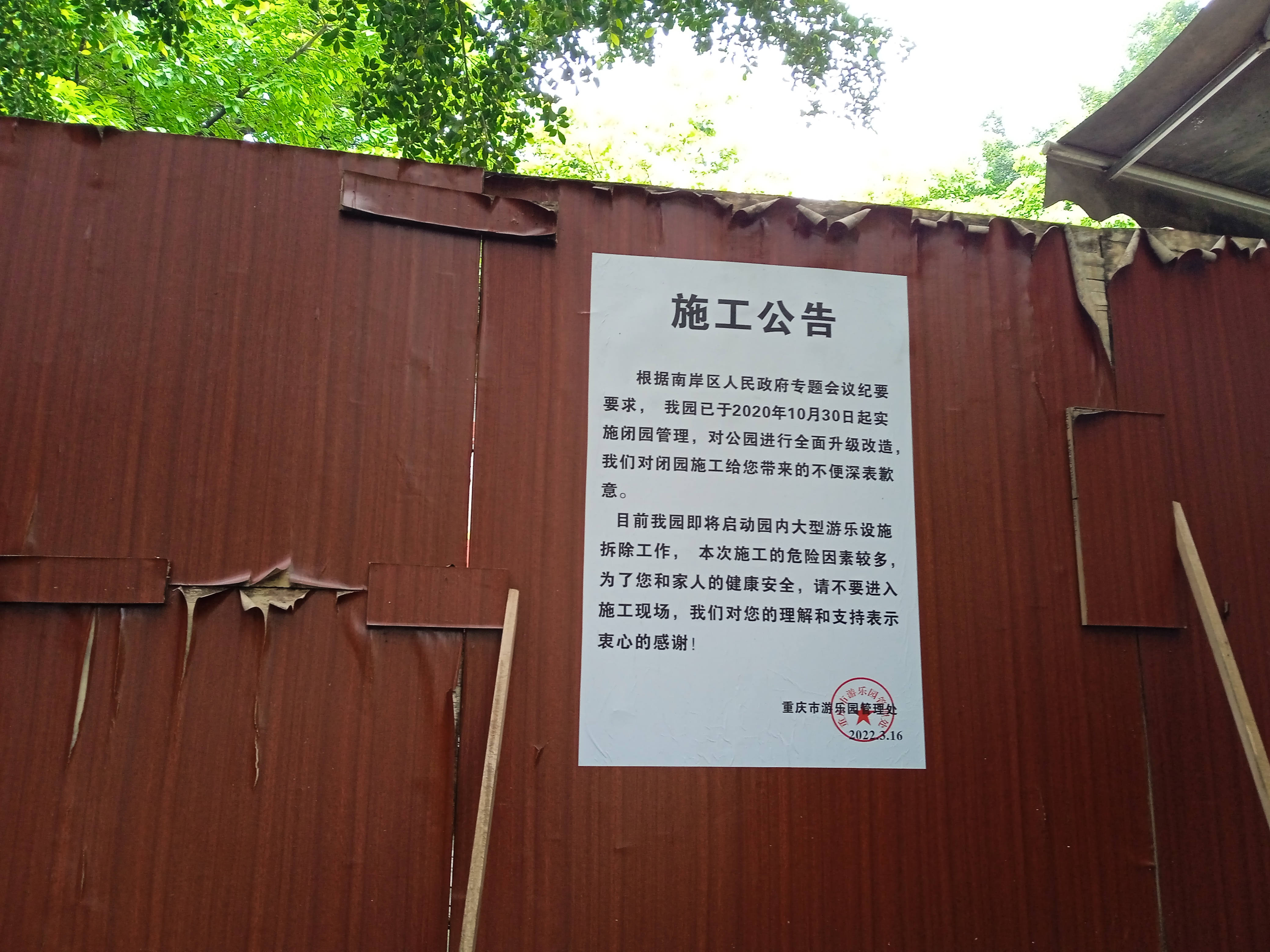
有关施工告示

2020年，重庆游乐园因营业亏损停业，并计划修缮设施以备重开，但至今仍处于长期停业中。